# Jean de La Trémoille (signore di Jonvelle)
Jean de La Trémoille (1377 – 1449), nobile borgognone, Signore di Jonvelle, appartenne all'ordine dei Cavalieri del Toson d'oro con il brevetto numero 12 dato dal fondatore il duca Filippo III di Borgogna detto il buono.

## Biografia
Figlio di Guillame de La Trémoille detto "Le Vaillant" (1346–1397) e di Maria dama di Suilly e di Craon, già vedova di Carlo di Berry conte di Montpensier. Si sposa con Jaqueline d'Amboise dalla quale avrà una figlia con lo stesso nome della madre.